# Veljko Bakašun
Veljko Bakašun, född 14 juni 1920 i Split, död 17 juli 2007 i Korčula, var en jugoslavisk vattenpolospelare. Han tog OS-silver 1952 med Jugoslaviens landslag.
Bakašun spelade fyra matcher i den olympiska vattenpoloturneringen i London och sex matcher i den olympiska vattenpoloturneringen i Helsingfors där Jugoslavien tog silver. Bakašuns klubblag var VK Jadran.